# 小松崎行彦
小松崎 行彦（こまつざき ゆきひこ、1953年12月13日 - ）は、日本の実業家。レックス・ホールディングス代表取締役社長、レインズインターナショナル、エーエム・ピーエム・ジャパン、成城石井、コスト・イズ、テンポリノベーション各社取締役を兼任。
東京大学卒業。1978年新日本製鐵入社、ベイン・アンド・カンパニー、ブーズ・アレン・アンド・ハミルトン、ATカーニー、AIGイースト・アジア・ホールディングス、富士火災海上保険、アーンストアンドヤング・トランザクション・アドバイザリー・サービスを経て、2007年1月より現職、同年3月より代表取締役社長。のちに退任。